# Мандалей
Мандале́й или Мандала́й (на бирмански: မန္တလေး) е вторият най-голям град в Мианмар. Разположен е на 230 km северно от столицата Найпидо, на брега на река Иравади. Бивша столица на Бирманската империя, днес той е административен център на окръг Манделей. Към 2016 г. има население от 1 208 099 души.
Градът е икономическият център на Горен Мианмар и е смятан за културния център на Мианмар. Постоянният наплив на китайски емигранти, основно от Юннан, през последните 20 години променя етническия състав на града и увеличава търговията с Китай.

## Етимология
Градът е кръстен на близкия хълм Мандалей. Предполага се, че името има палийски корен. За дума-корен се счита мандала, отнасяща се за кръговидни равнини, или Мандара, планина от индуистката митология.
Когато е основан през 1857 г., кралският град официално е кръстен Яданабон (на бирмански: ရတနာပုံ), което буквално ще рече „Град на скъпоценностите“.

## История

### Ранна история
Като повечето столици на Бирма, Мандалей е основан по желанието на управляващия страната. На 13 февруари 1857 г. крал Миндон основава нова кралска столица в подножието на хълма Мандалей, под предлог че изпълнява будистко пророчество за основаването на метрополия точно на това място по случай 2400-тния юбилей на будизма.
Новата столица била с площ от 66 km² и заобиколена от четири реки. Планът е бил да се изгради мрежа от 144 квадратни блока в цитаделата, а в центърът им да има 16 квадратни блока за двора на кралския дворец. 413-хектаровата цитадела е била заобиколена от четири стени с дължина 2032 m и ров, широк 64 m и дълбок 4,6 m. На интервали от 169 m по протежение на стената са построени кули със златни върхове за стражите. Стените имали по три портала от всяка страна и пет моста над рова.
През юни 1857 г. бившият кралски дворец в Амарапура е демонтиран и транспортиран със слонове до новата столица в подножието на хълма Мандалей. Строежът на дворцовия комплекс е официално завършен две години по-късно, на 23 май 1859 г. През следващите 26 години Мандалей служи като последната кралска столица на династията Конбаун, последното независимо бирманско кралство преди окончателното анексиране от Британската империя. Мандалей губи статута си на столица на 28 ноември 1884 г., когато британците изпращат крал Тибо Мин и кралица Супалаят в изгнание, приключвайки Третата англо-бирманска война.

### Колониален период (1885 – 1948)
Докато Мандалей продължава да е главен град в Горна Бирма по времето на британския колониализъм, търговската и политическата важност са преместван необратимо в Янгон. Британците развива Мандалей и Бирма като цяло с търговски цели. Така първата железопътна линия достига Мандалей през 1889 г., по-малко от 4 години след анексирането, а първият колеж отваря врати чак през 1925 г., 40 години по-късно. Британците, също така, плячкосват кралския дворец, като днес някои от съкровищата могат да бъдат намерени в музея на Виктория и Албърт, и преименуват двореца на Форт Дъферин и го използват за подготовката на войници.
През колониалните години Мандалей е център на бирманската култура и будисткото учение и, като последна кралска столица, е бил гледан от бирманците като основен символ на суверенитет и интегритет. Между двете световни войни градът е фокусна точка на ред национални протести срещу британското управление. Британците внасят много емигранти от Индия в града. В периода 1904 – 1905 г. се разразява чумна епидемия, която кара около ⅓ от населението да напусне града.
По времето на Втората световна война Мандалей претърпява изключително тежки бомбардировки. На 3 април 1942 г., по времето на Японската инвазия в Бирма, ВВС на Императорската японска армия провежда обширна атака на града. Тъй като градът е бил беззащитен и отслабен от бомбардировки, повече от половината къщи в града са разрушени, а 2000 цивилни са убити. Още много хора напускат града, когато той е в японски ръце в периода май 1942 – март 1945 г. По това време цитаделата на двореца е превърната в депо за доставки от японците, което по-късно бива опожарено до кота нула от съюзническите бомбардировки. Единствено кралският монетен двор и наблюдателната кула оцеляват. През 1990-те години е построена реплика на двореца.

### Съвремие (1948 – настояще)
След като страната става независима от Великобритания през 1948 г., Мандалей продължава да бъде основен културен, образователен и икономически център на Горна Бирма. До началото на 1990-те години повечето ученици от региона отиват да учат в Манделей за висше образование. До 1991 г. градът разполага с единствените три висши учебни заведения в Горна Бирма. Днес градът привлича по-малко студенти, тъй като правителството изисква студентите да учат в местните университети, за да се намали концентрацията на студенти на едно място. През ноември 1959 г. 100-годишният юбилей на града е отбелязан с фестивал в подножието на хълма Мандалей.
По времето на изолационната политика на У Не Вин в периода 1962 – 1988 г. инфраструктурата на града запада. Към 1980-те години вторият най-голям град в Бирма прилича на нискоетажен град с прашни улици, пълни основно с велосипеди. През 80-те градът претърпява два големи пожара. През май 1981 г. пожар срива над 6000 къщи и обществени сгради, оставяйки повече от 36 000 души бездомни. През март 1984 г. друг пожар разрушава 2700 сгради и оставя 23 000 души без дом.
Пожарите са проблем. Голям пожар разрушава втория най-голям пазар в Мандалей (Яданабон) през февруари 2008 г., а пожари през февруари 2016 г. оставят над 1000 души без дом.
Пожари от 1980-те години предизвикват значителна промяна във физическия характер и етническия състав на града. Огромни ивици земя, изчистена от пожарите, са купени по-късно от китайци, емигранти от Юнан. След това китайският наплив се увеличава. По някои оценки, през 1990-те години между 250 000 и 300 000 китайци са емигрирали в Мандалей. В днешно време се смята, че китайското население на града възлиза на около 40 – 50% и че именно то е факторът зад удвояването на населението на града от 500 000 души през 1980 г. до 1 милион през 2008 г. В резултат, китайските фестивали са здраво застъпени в градския културен календар. Бирманците се оплакват, че Мандалей е изгубил чара си и че се превръща в сателит на Китай.
В голяма степен китайците са отговорни за икономическото възраждане на центъра на града, който днес е застроен с жилищни блокове, хотели и търговски центрове, връщайки ролята на града като търговски възел между Долна Бирма, Горна Бирма, Китай и Индия. От друга страна, китайското надмощие в центъра на града изтласква останалото население към предградията. Градската площ в днешно време обкръжава напълно Амарапура – градът който крал Миндон оставя през 150 години.
Въпреки възхода на Найпидо като столица на страната от 2006 г. насам, Мандалей си остава основният търговски, образователен и здравен център на Горна Бирма.

## Население
| 1950    | 1960    | 1970    | 1980    | 1990    | 2000    | 2007    | 2010      | 2016      |
| ------- | ------- | ------- | ------- | ------- | ------- | ------- | --------- | --------- |
| 167 000 | 250 000 | 374 000 | 499 000 | 636 000 | 810 000 | 961 000 | 1 034 000 | 1 208 099 |

Въпреки че традиционно градът е бил бастион на бирманците и бирманската култура, масивният наплив на етнически китайци през последните 30 години изтласква бирманците извън центъра на града. Китайците лесно могат да се снабдят с бирманско гражданство на черния пазар. Днес приблизително около 30% от населението на града са китайци. Има и общност от индийци. Все пак, главният език на града си остава бирманският, въпреки че китайският е често използван в търговските среди. Английският се говори само от градския елит.

## Климат
Климатът в Мандалей е тропичен саванен. Средните януарски температури са около 21 °C, докато средните за април (най-топлият месец) са около 31 °C. Най-горещият период е от април до май, когато максималните температури често надминават 40 °C. От май до октомври е дъждовният сезон, а сухият сезон покрива останалата част от годината.
| Климатични данни за Мандалей                                                                           | Климатични данни за Мандалей | Климатични данни за Мандалей | Климатични данни за Мандалей | Климатични данни за Мандалей | Климатични данни за Мандалей | Климатични данни за Мандалей | Климатични данни за Мандалей | Климатични данни за Мандалей | Климатични данни за Мандалей | Климатични данни за Мандалей | Климатични данни за Мандалей | Климатични данни за Мандалей | Климатични данни за Мандалей |
| Месеци                                                                                                 | яну.                         | фев.                         | март                         | апр.                         | май                          | юни                          | юли                          | авг.                         | сеп.                         | окт.                         | ное.                         | дек.                         | Годишно                      |
| Абсолютни максимални температури (°C)                                                                  | 37,2                         | 39,2                         | 42,8                         | 48,0                         | 45,0                         | 42,0                         | 41,6                         | 39,8                         | 43,4                         | 39,2                         | 38,5                         | 34,0                         | 48,0                         |
| Средни максимални температури (°C)                                                                     | 28,6                         | 32,1                         | 35,8                         | 38,4                         | 36,8                         | 34,2                         | 34,3                         | 32,3                         | 33,1                         | 32,2                         | 30,2                         | 28,2                         | 33,0                         |
| Средни температури (°C)                                                                                | 21,0                         | 23,5                         | 27,8                         | 31,4                         | 31,3                         | 30,0                         | 30,1                         | 28,8                         | 29,0                         | 27,9                         | 24,8                         | 21,5                         | 27,3                         |
| Средни минимални температури (°C)                                                                      | 13,3                         | 14,9                         | 19,7                         | 24,4                         | 25,8                         | 25,8                         | 25,8                         | 25,2                         | 24,9                         | 23,5                         | 19,4                         | 14,8                         | 21,5                         |
| Абсолютни минимални температури (°C)                                                                   | 8,0                          | 10,0                         | 12,8                         | 13,0                         | 17,4                         | 20,0                         | 20,0                         | 19,5                         | 20,5                         | 18,5                         | 11,1                         | 7,6                          | 7,6                          |
| Средни месечни валежи (mm)                                                                             | 4                            | 2                            | 1                            | 40                           | 138                          | 116                          | 83                           | 136                          | 150                          | 125                          | 38                           | 6                            | 839                          |
| Средно количество слънчеви часове                                                                      | 309                          | 280                          | 301                          | 291                          | 267                          | 208                          | 182                          | 168                          | 215                          | 223                          | 269                          | 278                          | 2991                         |
| --- | ---------------------------- | ---------------------------- | ---------------------------- | ---------------------------- | ---------------------------- | ---------------------------- | ---------------------------- | ---------------------------- | ---------------------------- | ---------------------------- | ---------------------------- | ---------------------------- | ---------------------------- |
| Източник: World Weather, Meteo Climat, Danish Meteorological Institute. Посетени на 29 ноември 2016 г. |                              |                              |                              |                              |                              |                              |                              |                              |                              |                              |                              |                              |                              |

## Икономика
Манделей е крупен търговски и комуникационен център за северен и централен Мианмар. По-голямата част от търговията с Китай и Индия се осъществява през Мандалей.
Сред водещите традиционни отрасли са: тъкачество на коприна, рязане и полиране на нефрити, резбарство на камък и дърво, производство на орнаменти и принадлежности за храмове, производство на кибритени клечки, пивоварство и дестилиране на напитки.
Икономиката на града е доминирана от китайци, след като САЩ и Европейския съюз налагат санкции на Мианмар през 1990-те години.

## Транспорт
Стратегическото местоположение на града в Централен Мианмар го правят важен транспортен център за хора и стоки. Той е свързан с другите части на страната, Китай и Индия, посредством различни пътища и начини за транспорт.
Мандалейското международно летище е едно от най-големите и модерни летища в Мианмар. Построено е през 2000 г. и обслужва главно вътрешни линии, с изключение на тези до Кунмин, Банкок и Чианг Май. Разположено е на 45 km югозападно от града. Река Иравади е важен търговски път за транспортиране на земеделски стоки, строителни материали и други. Градът разполага с железопътна гара. От 1904 до 1942 г. е разполагал и с трамвайна мрежа, която бива разрушена от бомбардировките през Втората световна война.

## Побратимени градове
Мандалей е побратимен с:
- Чиребон, Индонезия
- Кунмин, Китай
- Пном Пен, Камбоджа

## Мандалей в популярната култура
Мандалей е вдъхновявал поети като Ръдиард Киплинг, който пише поемата си „Мандалей“ през 1890 г. Тя на свой ред вдъхновява музикални изпълнения на Оли Спийкс, Франк Синатра и Роби Уилямс.
Джордж Оруел е бил стациониран в Мандалей, когато е работел за индийската полиция в Бирма, и неговата първа новела „Бирмански дни“ от 1934 г. е базирана на преживяванията му в Бирма.

## Галерия
- Изглед от хълма Мандалей.
- Момиче в Мандалей.
- Часовниковата кула в Мандалей.
- Заят близо до града.
- Фасада на сграда от колониалната епоха.
- Улица в града.